# Nekrolog 1582
Nekrolog
◄◄
| ◄
| 1578
| 1579
| 1580
| 1581
| 1582 | 1583 | 1584 | 1585 | 1586 | ► | ►►
Weitere Ereignisse | Allgemeiner Nekrolog 1582
Die Beschreibung der verstorbenen Person sollte so kurz wie möglich gehalten sein und nur deren signifikante Tätigkeit(en) enthalten.
Neue Namen ggf. auch unter dem Geburts- und Sterbedatum, also etwa unter 1. Januar und im Geburts- und Sterbejahr (2024) eintragen (nur bei entsprechender großer Wichtigkeit). Für Beispiele siehe die schon vorhandenen Artikel.
Außerdem über die fünf zuletzt Verstorbenen, zu denen es einen ausreichend guten Artikel für eine Präsentation auf der Hauptseite gibt, nach der todesbedingten Überarbeitung der Artikel ggf. auch unter Wikipedia Diskussion:Hauptseite informieren und sie am besten auch in den anderen Wikipedia-Sprachversionen eintragen. Tipp: Regelmäßig bei news.google.de nach „ist tot“, „gestorben“ oder „verstorben“ suchen.
Wenn eine Person gestorben ist, gibt es viele Seiten zu dieser Person in der Wikipedia, die davon auch betroffen sind und entsprechend aktualisiert werden müssen. Beispiele: Namenübersichtsseite, Geburtsjahr, Geburtsort-Seiten und viele mehr.
Wie finde ich die betroffenen Seiten?
Im Suchfeld auf der linken Seite gibt man den Suchbegriff so ein: „Vorname Nachname“. Dann klickt man auf Volltext und alle Seiten mit entsprechendem Suchtext werden aufgerufen. Hier sieht man dann schnell, wo auch das Todesjahr Sinn macht oder sogar ein Teil des Artikels angepasst werden muss. Auch hilft das „Werkzeug“ auf der linken Seite sehr gut, um solche Seiten aufzufinden: „Links auf diese Seite“. Somit ist die Wikipedia wieder aktuell in allen Bereichen! Hinweis: bei Eintragung der Kategorie „Gestorben JAHR“ wird der Missbrauchsfilter 49 ausgelöst, was jedoch nicht schlimm ist. Siehe: Spezial:Missbrauchsfilter/49
Dies ist eine Liste von im Jahr 1582 verstorbenen bekannten Persönlichkeiten. Die Einträge erfolgen innerhalb der einzelnen Daten alphabetisch sortiert. Tiere sind im Nekrolog für Tiere zu finden.

## Januar
| Tag        | Name                                | Beruf, bekannt als                                                       | Alter | Beleg |
| ---------- | ----------------------------------- | ------------------------------------------------------------------------ | ----- | ----- |
| 15. Januar | Artus de Cossé, comte de Secondigny | Marschall von Frankreich                                                 |       |       |
| 23. Januar | Jean Bauhin                         | französischer Arzt                                                       | 70    |       |
| 24. Januar | Conrad von Humbracht                | deutscher Rechtsgelehrter, Geistlicher und Politiker                     |       |       |
| 26. Januar | Thomas Platter der Ältere           | Schweizer humanistischer Gelehrter und autobiographischer Schriftsteller | 82    |       |
| Januar     | Seraphin II. von Taxis              | Augsburger und Rheinhausener Postmeister                                 |       |       |

## Februar
| Tag         | Name               | Beruf, bekannt als                                        | Alter | Beleg |
| ----------- | ------------------ | --------------------------------------------------------- | ----- | ----- |
| 6. Februar  | Bonifaz von Ragusa | Franziskaner, Theologe, Bischof, Diplomat                 |       |       |
| 21. Februar | Christoph Jonas    | deutscher Rechtswissenschaftler und preußischer Politiker |       |       |
| 24. Februar | Martin Planer      | sächsischer Oberbergmeister                               |       |       |
| 25. Februar | Otto VIII.         | Graf von Hoya                                             |       |       |
| 27. Februar | Johann Reusch      | deutscher Kantor und Komponist                            |       |       |

## März
| Tag      | Name                        | Beruf, bekannt als                                                                        | Alter | Beleg |
| -------- | --------------------------- | ----------------------------------------------------------------------------------------- | ----- | ----- |
| 10. März | Rütger von der Horst        | kurkölnischer Marschall, Statthalter des Vestes Recklinghausen, Erbauer von Schloss Horst |       |       |
| 10. März | Otto von Thienen            | Amtmann zu Tondern                                                                        |       |       |
| 12. März | Andreas Ellinger            | deutscher Mediziner und neulateinischer Dichter                                           |       |       |
| 15. März | Elisabeth von Hessen        | Kurfürstin von der Pfalz                                                                  | 43    |       |
| 22. März | Daniel Brendel von Homburg  | Kurfürst und Erzbischof in Mainz                                                          | 59    |       |
| 22. März | Anna von Nassau-Saarbrücken | Äbtissin des Klosters Herbitzheim                                                         | 73    |       |
| 25. März | John Williams               | walisischer Geistlicher                                                                   | 68    |       |
| 29. März | Obata Masamori              | japanischer Samurai                                                                       |       |       |
| März     | Séverin Cornet              | franco-flämischer Sänger, Kapellmeister und Komponist                                     |       |       |

## April
| Tag       | Name             | Beruf, bekannt als                             | Alter | Beleg |
| --------- | ---------------- | ---------------------------------------------- | ----- | ----- |
| 2. April  | Ichijō Nobutatsu | Samurai der Sengoku-Zeit                       |       |       |
| 3. April  | Takeda Katsuyori | japanischer Daimyō der Sengoku-Zeit            |       |       |
| 3. April  | Takeda Nobukatsu | Sohn eines japanischen Daimyō Takeda Katsuyori | 14    |       |
| 17. April | Tome de Jesus    | portugiesischer Gelehrter und Schriftsteller   |       |       |

## Mai
| Tag     | Name                             | Beruf, bekannt als                                                                          | Alter | Beleg |
| ------- | -------------------------------- | ------------------------------------------------------------------------------------------- | ----- | ----- |
| 5. Mai  | Charlotte de Bourbon-Montpensier | dritte Ehefrau Wilhelms I. von Oranien-Nassau, Gräfin von Nassau, Fürstin von Oranien       |       |       |
| 18. Mai | Wilhelm Ketteler                 | Fürstbischof von Münster                                                                    |       |       |
| 24. Mai | Philipp von Lalaing              | Baron von Escornaix und Herr von Waurin sowie Statthalter des Hennegaus und Generalleutnant |       |       |
| 30. Mai | Thomas Cottam                    | englischer Jesuit und Märtyrer                                                              |       |       |
| Mai     | Giorgio Mainerio                 | italienischer Komponist                                                                     |       |       |

## Juni
| Tag      | Name                          | Beruf, bekannt als             | Alter | Beleg |
| -------- | ----------------------------- | ------------------------------ | ----- | ----- |
| 21. Juni | Anayama Nobukimi              | Samurai der Sengoku-Zeit       |       |       |
| 21. Juni | Mori Rammaru                  | japanischer Adliger            | 17    |       |
| 21. Juni | Oda Nobunaga                  | japanischer Kriegsherr         | 47    |       |
| 24. Juni | Wolfgang von Paler der Ältere | deutscher Kaufmann und Bankier |       |       |

## Juli
| Tag      | Name              | Beruf, bekannt als                                                  | Alter | Beleg |
| -------- | ----------------- | ------------------------------------------------------------------- | ----- | ----- |
| 2. Juli  | Akechi Mitsuhide  | japanischer General                                                 |       |       |
| 5. Juli  | Wenzel Uswald     | kursächsischer Beamter                                              |       |       |
| 8. Juli  | Lucas Lossius     | deutscher lutherischer Theologe und Hymnologe                       | 73    |       |
| 14. Juli | Johannes de Cleve | franko-flämischer Komponist, Kapellmeister und Sänger               |       |       |
| Juli     | Jacques Peletier  | französischer Literat, Humanist, Jurist, Mediziner und Mathematiker |       |       |

## August
| Tag        | Name                          | Beruf, bekannt als                                          | Alter | Beleg |
| ---------- | ----------------------------- | ----------------------------------------------------------- | ----- | ----- |
| 15. August | Francisco de Toledo           | spanischer Heerführer und Vizekönig von Peru                | 67    |       |
| 16. August | Pietro Perna                  | italienischer Drucker und Verleger in Basel                 |       |       |
| 24. August | Anna von Tecklenburg-Schwerin | Gräfin von Tecklenburg und durch Heirat Gräfin von Bentheim | 50    |       |
| 29. August | Wolf Weber                    | Opfer der Darmstädter Hexenverfolgungen                     |       |       |

## September
| Tag           | Name                                      | Beruf, bekannt als                                            | Alter | Beleg |
| ------------- | ----------------------------------------- | ------------------------------------------------------------- | ----- | ----- |
| 23. September | Louis III. de Bourbon, duc de Montpensier | französischer Prinz und Befehlshaber in den Hugenottenkriegen | 69    |       |
| 28. September | George Buchanan                           | schottischer humanistischer Philosoph und Historiker          |       |       |
| September     | Iancu Sasul                               | Fürst des Fürstentums Moldau                                  |       |       |

## Oktober
| Tag         | Name                    | Beruf, bekannt als                                                                                      | Alter | Beleg |
| ----------- | ----------------------- | --- | ----- | ----- |
| 4. Oktober  | Teresa von Ávila        | Karmelitin, Mystikerin, Kirchenlehrerin und Heilige der katholischen Kirche                             | 67    |       |
| 15. Oktober | Peter Buchner           | Bürgermeister von Leipzig                                                                               | 54    |       |
| 21. Oktober | Laurent Joubert         | französischer Mediziner, Chirurg und Kanzler der Medizinischen Fakultät der Universität von Montpellier | 52    |       |
| 21. Oktober | Johann Penningbüttel    | deutscher Verwaltungsjurist, Ratsherr der Hansestadt Lübeck                                             |       |       |
| 23. Oktober | Latîfî                  | osmanischer Schriftsteller und Biograph                                                                 |       |       |
| 27. Oktober | Vratislav von Pernstein | böhmischer Adliger und Oberstkanzler von Böhmen                                                         | 52    |       |
| 28. Oktober | Vincenzo Giustiniani    | Kardinal der katholischen Kirche                                                                        | 66    |       |

## November
| Tag          | Name                 | Beruf, bekannt als                               | Alter | Beleg |
| ------------ | -------------------- | ------------------------------------------------ | ----- | ----- |
| 4. November  | Michael Ayrer        | deutscher Rüstmeister und Hofbeamter             | 43    |       |
| 11. November | Girolamo Canavesi    | italienischer Bildhauer der Renaissance          |       |       |
| 16. November | Johannes Heugel      | hessischer Theologe                              |       |       |
| 16. November | Pere Alberc i Vila   | katalanischer Komponist, Organist und Orgelbauer |       |       |
| 21. November | Diego von Österreich | Fürst von Asturien                               | 7     |       |

## Dezember
| Tag          | Name                                        | Beruf, bekannt als                        | Alter | Beleg |
| ------------ | ------------------------------------------- | ----------------------------------------- | ----- | ----- |
| 11. Dezember | Fernando Álvarez de Toledo, Herzog von Alba | spanischer Feldherr und Staatsmann        | 75    |       |
| 15. Dezember | Giorgio Ghisi                               | italienischer Kupferstecher und Tausiator |       |       |
| 21. Dezember | Kaspar Tholde                               | althessischer Pfarrer                     |       |       |
| Dezember     | Elżbieta Ostrogska                          | polnische Magnatin, Fürstin von Ostrog    | 43    |       |

## Datum unbekannt
| Tag | Name                                      | Beruf, bekannt als                                                            | Alter | Beleg |
| --- | ----------------------------------------- | ----------------------------------------------------------------------------- | ----- | ----- |
|     | Altan Khan                                | mongolischer Fürst                                                            |       |       |
|     | Johann Aurpach                            | deutscher Dichter und Jurist                                                  |       |       |
|     | Raffaele Barberini                        | florentinischer Handlungsreisender und Militär                                |       |       |
|     | Pierre Bouquin                            | französischer reformierter Theologe                                           |       |       |
|     | Leenaert Bouwens                          | Vertreter der niederländisch-norddeutschen Täuferbewegung                     |       |       |
|     | Natale Conti                              | venezianischer Gelehrter und Historiker                                       |       |       |
|     | Jörg Ebert                                | deutscher Orgelbauer                                                          |       |       |
|     | Mathis Giger der Ältere                   | schweizerischer Tischler                                                      |       |       |
|     | Berthold Holzschuher                      | deutscher Patrizier                                                           |       |       |
|     | Sébastien de l’Aubespine                  | französischer Kleriker und Diplomat                                           |       |       |
|     | Juan Fernández Ladrillero                 | spanischer Entdecker                                                          |       |       |
|     | Hieronymus Lang                           | Schweizer Glasmaler                                                           |       |       |
|     | René Goulaine de Laudonnière              | französischer Schriftsteller und Kolonisator                                  |       |       |
|     | Phra Nga Sen Sulintara Lusai              | König von Lan Chang                                                           |       |       |
|     | Renée de Rieux, demoiselle de Châteauneuf | Mätresse des französischen Königs Heinrich III.                               |       |       |
|     | Filippo Strozzi                           | französischer Soldat aus der italienischen Familie Strozzi                    |       |       |
|     | Takeda Nobuchika                          | japanischer Sohn von Takeda Shingen                                           |       |       |
|     | Takeda Nobukado                           | japanischer General der Sengoku Zeit                                          |       |       |
|     | Gerlach Westhoff                          | Abt des Klosters Liesborn                                                     |       |       |
|     | Zhang Juzheng                             | chinesischer Staatsmann, Großsekretär unter Longqing und Wanli, Ming-Dynastie |       |       |